# Porno blando

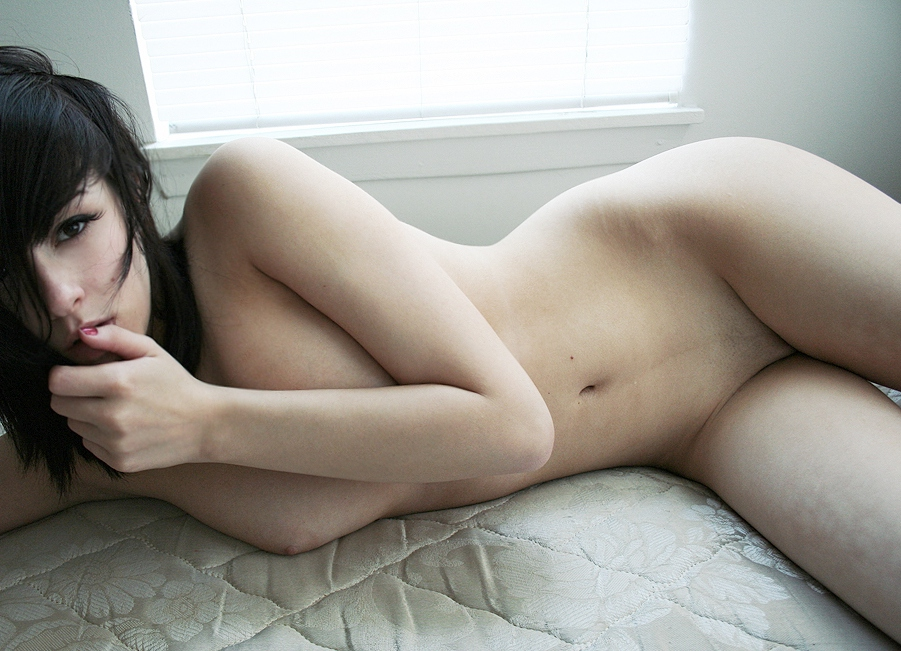
Una fotografía de porno blando

El porno blando (también, porno suave o soft porno; del inglés softcore porn) es un género pornográfico en el que no se muestran actos sexuales explícitos. 
La mayoría de las escenas suelen estar protagonizadas por mujeres solas o en pareja, que muestran sus cuerpos desnudos totalmente, se acarician y se besan, pero sin llegar a consumar ningún acto sexual. Lo más explícito que puede verse en este tipo de pornografía son únicamente cuerpos desnudos.